# Hydrotaea multichaeta
Hydrotaea multichaeta este o specie de muște din genul Hydrotaea, familia Muscidae, descrisă de Wu în anul 1990. Conform Catalogue of Life specia Hydrotaea multichaeta nu are subspecii cunoscute.